# 林惠民
林惠民（1947年11月13日—），男，福建福州人，中国计算机科学家、计算机软件与理论专家，中国科学院软件研究所研究员，长期从事计算机程序的形式语义学及形式化方法的研究。

## 生平
1947年生于福建省福州市，1982年毕业于福州大学计算机科学系。1986年获中国科学院软件研究所博士学位，1987年爱丁堡大学博士后研究，1999年当选为中国科学院院士。